# Roadbuster
Roadbuster est un personnage de la série Transformers. C'est un Wrecker qui est apparu dans la série Transformers et Transformers 3 : la Face cachée de la Lune.

## Transformers
Dans la série originale, Roadbuster est l'un des Wreckers sous les ordres d'Ultra Magnus.

## Transformers 3: la Face cachée de la Lune
Roadbuster est repris comme étant un Wrecker, il fait partie, avec Topspin et Leadfoot, des robots de maintenance du Xantium, le vaisseau de transport Autobot. Il est à bord quand celui-ci est attaqué et détruit par Starscream. Ayant réussi à fuir avec les autres Autobots, Roadbuster rejoint Chicago pour aider Sam Witwicky. Il tue avec ses frères le conducteur du vaisseau qui s'en prenait à Sam et Epps, avertissant "ça va faire mal très mal" puis dit à ces derniers qu'ils n'ont jamais été à bord du vaisseau et qu'ils ont fabriqué eux-mêmes. À Chicago, les Wreckers affrontent violemment Shockwave avec des tirs à distance. Celui-ci parvient à les repousser. Roadbuster aide ensuite Optimus Prime à se détacher des fils auxquels il était attaché. Il tue plus tard le decepticon Devcon avec les autres Wreckers. 
Entre le troisième et quatrième opus, Roadbuster est présumé traqué et tué par Lockdown et l'organisation Cemetery Wind (Vent de Cimetière), tout comme Topspin et Wheelie. Car il n'a pas rejoint les derniers Autobots survivants, et que ces derniers disent, à Optimus, être les seuls Autobots encore en vie. 
Physiquement, Roadbuster est vert et dispose d'un lance-missile sur l'épaule droite et de mitrailleuses. Son sort est pour l'instant inconnu.

## Transformers 4: L'Age de l'Extinction
Roadbuster n'est pas apparu ainsi que Dino/Mirage et Sideswipe ayant été éliminés hors de l'écran par Lockdown et Vent de Cimetière. Son sort reste toujours inconnu.

## Transformers 5: The Last Knight
Finalement Roadbuster est confirmé être en vie, vivant à Cuba sous la protection de Seymour Simmons pour échapper à la TRF. Au début, on le voit jouer avec Volleybot et Rotostorm (un nouveau Wrecker) au ballon. A la fin du film, il rejoint les autres Autobots à rentrer sur Cybertron. On suppose qu'il reviendra avec Volleybot et Rotostorm dans la possible suite.